# Skuggan (psykoanalys)
Skuggan är ett omedvetet komplex, definierat som undertryckta och förnekade egenskaper hos det medvetna. Skuggan har både konstruktiva och destruktiva sidor. Den är destruktiv i betydelsen att skuggan består av allt det den medvetna personen inte vill acceptera hos sig själv. Den är motsatsen till våra medvetna egenskaper. En godhjärtad människa skulle exempelvis ha en otrevlig och ondskefull skugga.
Skuggan kan också vara konstruktiv genom att influera oss positivt. Carl Gustav Jung ger historien om Mose och Al-Khidr i 18:e suran av Koranen som exempel. För att inte projicera skuggans egenskaper på andra, betonade Jung vikten av att försöka släppa in skuggan i sitt medvetna, i viss mån. Enligt Jung hanterar individen skuggan på fyra sätt: förnekande, projicering, integrering och/eller transmutation. På grund av dess "motsatsuppbyggnad" symboliseras skuggan oftast i drömmen av en mörk figur av samma kön som drömmaren.

## Exempel i populärkulturen
- Tyler Durden i Fight Club
- Agent Smith i The Matrix
- Jokern gentemot Batman
- Majoren i Hellsing
- Kaworu Nagisa i Neon Genesis Evangelion
- Dark Heather i Silent Hill 3